# Opisthacantha montana
Opisthacantha montana är en stekelart som först beskrevs av Perkins 1910.  Opisthacantha montana ingår i släktet Opisthacantha och familjen Scelionidae. Inga underarter finns listade i Catalogue of Life.